# Frank Emilio Flynn
Francisco Emilio Flynn Rodríguez, más conocido como Frank Emilio Flynn o, simplemente, Frank Emilio (La Habana, 13 de abril de 1921-23 de agosto de 2001) fue un pianista cubano, destacado especialmente en el género del jazz latino por la contribución que hizo a partir de su conocimiento de las formas musicales tradicionales de su país.

## Biografía
Quedó ciego a la edad de trece años, lo cual no impidió que continuara con una sólida formación musical, en la que destacaron sus estudios con el arreglista Félix Guerrero. Su carrera inició en la década de 1940, tanto como intérprete solista como en orquestas. Asimismo, fundó en 1950 el Club Cubano de Jazz. Años más tarde, junto con Guillermo Barreto, Papito Hernández, Tata Güines y Gustavo Tamayo formó el Quinteto Instrumental de Música Moderna, que dio origen al grupo conocido como Los Amigos, a quienes se sumó posteriormente Cachaíto en sustitución de Hernández. Las grabaciones de esta agrupación se apropian a la vez de elementos propios de grandes pianistas como Art Tatum y de la herencia europea y africana de la música caribeña. 
A su labor como intérprete de jazz, se suman sus facetas como profesor de música, su labor en pro de la educación de los ciegos, y los rescates que llevó a cabo de compositores cubanos de los siglos XIX y XX.